# Glen

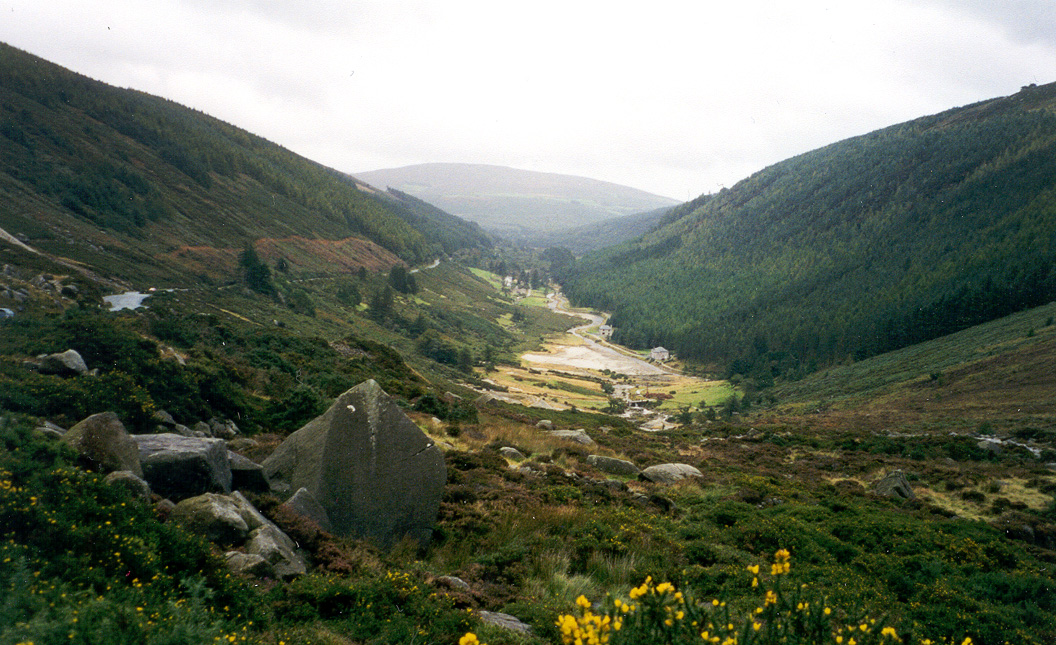
Glendalough

Un glen è una particolare valle, solitamente molto allungata, profonda e con una forma ad "U" derivata dall'erosione glaciale. Nel caso non sia una valle, è facilmente sostituita da un corso d'acqua più o meno grande, sempre con bassi monti o colline molto ripide accanto. 
La parola deriva dal gaelico irlandese e scozzese gleann e dal mannese glion. Nel caso di corso d'acqua invece, sembra derivare dal gallese glan che significa pulito, o gleindid che significa purezza.
La parola si riscontra facilmente in toponimi con queste caratteristiche come Great Glen e Glen Coe in Scozia, Glendalough, Glenveagh, Glengesh, Glencar o i celebri Glens of Antrim in Irlanda, Glengowrie in Australia e Glen Norman in Canada.